# Leesa Gazi
Leesa Gazi (bengali: লিসা গাজী) (14 de agosto de 1969) é uma escritora, dramaturga, diretora de teatro e atriz britânica nascida em Bangladesh e vive em Londres.

## Carreira
Gazi, cujo pai lutou durante a Guerra de Libertação de Bangladesh, é cofundadora da companhia de teatro e artes Komola Collective. Ela foi a roteirista e atuou em Six Seasons e Tahmima Anam's A Golden Age no Southbank Centre. Seus créditos teatrais incluem: Birangona: Women of War, Sonata, Rokey's Dream, Demon's Revenge, Ponderful People e Bonbibi. Ela também escreveu o roteiro de Bonbibi: Lady of the Forest em 2012. Ela se apresentou em People's Romeo, que teve uma turnê nacional de oito semanas com a Tara Arts. Sonata, adaptada e executada por Gazi, foi convidada para Bangladesh em 2010 pelo British Council. [6] Ela atuou em uma adaptação para o formato de série de A Golden Age. Ela trabalhou como coordenadora cultural e dubladora para Desh de Akram Khan.
Em 2012, ela trabalhou como intérprete de roteiro na ópera The Tempest no Globe Theatre, durante o Globe to Globe Festival . Ela atuou em uma peça sobre violência doméstica chamada Whisper Me Happy Ever After. Ela trabalha para Train4change como atriz também, e trabalhou em um projeto com eles em um filme para a instituição de caridade WaterAid. Entre maio e agosto de 2014, ela trabalhou como atriz em uma série da BBC Educational Films.
Gazi apresenta Aei Jonopode, um programa semanal ao vivo na TV Bangla. Em 2010, seu primeiro romance Rourob foi publicado.
Gazi recebeu as Bolsas de Artes da ACE para o projeto de teatro Birangona: Women of War do Komola Collective. Ela é a desenvolvedora de conceito, co-autora e performer desta produção teatral.
Em maio de 2014, Gazi foi entrevistada por Nadia Ali na BBC Asian Network.